# Teresa N. Washington
Teresa N. Washington, född 1971, är en amerikansk författare och aktivist. Hon är sedan år 2008 Ann Petry Endowed professor vid Grambling State University i Grambling i Louisiana. Washington har särskilt forskat om yoruba-begreppet àjẹ́, vilket avser den afrikanska kvinnas biologiska och andliga styrka.

## Biografi
Washington avlade doktorsexamen i litteraturvetenskap år 2000 vid Obafemi Awolowo University i Ife i sydvästra Nigeria. Utöver detta lärosäte har hon studerat vid California State University, Stanislaus och Kent State University.
Washingtons bok The Architects of Existence: Àjẹ́ in Yoruba Cosmology, Ontology, and Orature finns på California Institute of Integral Studies förteckning över de 100 främsta böckerna om kvinnans andlighet.
År 2013 publicerade hon uppsatsen "The Penis, The Pen, and The Praise: Èṣù: The Seminal Force of African American Life, Literature, and Lyrics" som handlar om eshus inflytande över yoruba-folket.